# Despotat
Le despotat est un terme désignant un territoire dirigé par un despote, à la fin du Moyen Âge, dans les Balkans.
Le premier et le plus célèbre est le despotat d'Épire, principauté fondée en 1205 après la quatrième croisade mais qui ne devint véritablement un despotat que vers le milieu du XIIIe siècle. Après une histoire mouvementée, il fut peu à peu conquis par les Turcs (Ioannina, 1430 ; Arta 1449).
Le despotat de Morée (ou de Mistra) a été constitué par les territoires byzantins du Péloponnèse. Ce despotat a toujours été gouverné par des membres de la dynastie impériale byzantine, jusqu'à la fin de l'Empire (1453), avant d'être conquis par les Turcs en 1460.
Le despotat de Serbie, apparu au début du XVe siècle, fut le dernier état médiéval serbe avant la domination ottomane.